# Decenija
Decenija è l'undicesimo album in studio della cantante serba Ceca. Il disco è stato pubblicato nel 2001.

## Tracce
1. Zabranjeni grad
2. Brže, brže
3. 39,2
4. Dragane moj
5. Zadržaću pravo (Candan Erçetin-Elbette)
6. Bruka
7. Batali
8. Decenija
9. Tačno je (Despina Vandi-Kleinomai)
10. Nemoj mi prići